# 조이 브래그

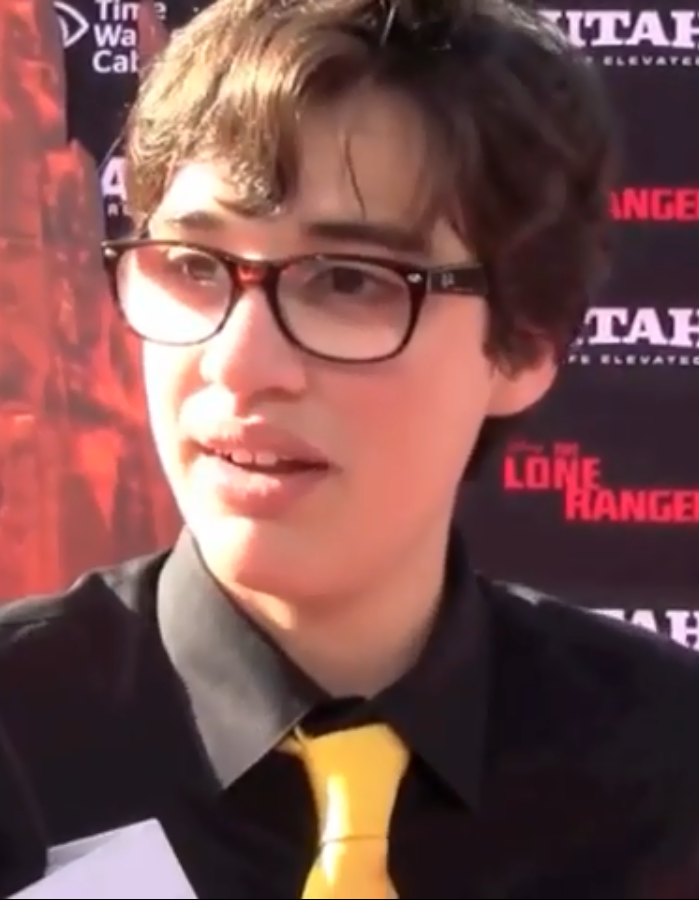

조이 브래그(Joey Bragg, 1996년 7월 20일 ~ )는 미국의 영화배우, 텔레비전 배우, 희극 배우이다.
유니언시티에서 태어났다.

## 방송
- 리브 & 매디 2
- 리브 & 매디

## 영화
- 리브 & 매디 2 (2014년)
- 리브 & 매디 (2013년)
- 캠프 프레드 (2012년)